# Replay (marchio)
Replay è un marchio italiano di abbigliamento denim e smart casualwear appartenente al Gruppo Industriale Fashion Box S.p.a. e registrato da Claudio Buziol nel 1978.

## Storia
Il marchio è stato ideato del fondatore che lo vide sullo schermo durante una partita di calcio della Coppa del Mondo del 1978.
Claudio Buziol scompare nel gennaio 2005 a 47 anni. L'azienda, che ha 1100 dipendenti e più di 300 milioni di euro di ricavi, comincia a incontrare molte difficoltà. Nel dicembre 2009 il 50,49% di Fashion Box è rilevato da Equibox Holding, società controllata dai fratelli Matteo e Massimo Sinigaglia, imprenditori nel settore calzaturiero con Frog International (marchi Frog e Lulù) e figli di Paolo, ex presidente di Alpi Eagles e Veneto Sviluppo; i Sinigaglia sono già in affari con Fashion Box come licenziatari di Replay nelle calzature. Il restante 49,51% rimane alla famiglia Buziol.
La crisi economica contribuisce a mettere ancor più in affanno la società che comincia ad avere conti economici in rosso. Alla fine del 2015 la famiglia Buziol esercita l'opzione di uscita. L'uscita coincide con l'ingresso nel capitale di un gruppo calzaturiero cinese, quotato alla Borsa di Hong Kong, interessato alla gestione del marchio in tutto il continente asiatico.

## Prodotti
I prodotti sono rivolti distribuiti principalmente attraverso negozi monomarca e grandi magazzini. Le collezioni constano ogni stagione di circa 1.000 articoli in oltre 15 categorie, in particolare jeans e prodotti in pelle e in cotone.